# الحسينات (الصويرة)
الحسينات هي جماعة قروية تابعة لإقليم الصويرة ضمن جهة مراكش - تانسيفت - الحوز بالمغرب. بلغ مجموع عدد سكان الجماعة حسب إحصاءات 2004 حوالي 5324 نسمة يعيشون في 1025 أسرة.